# Llei de Curie-Weiss
La llei de Curie-Weiss descriu la susceptibilitat magnètica  χ d'un material ferromagnètic a la regió paramagnètica per sobre del punt de Curie:
{\displaystyle \chi ={\frac {C}{T-T_{c}}}}
on  C és la constant de Curie i el seu valor depèn del material,  T és la temperatura absoluta mesurada en kèlvins, i  Tc és la temperatura de Curie també mesurada en kèlvins. La llei prediu una singularitat en la susceptibilitat a  T = Tc. Per sota d'aquesta temperatura, el material ferromagnètic presenta magnetització espontània.
En molts de materials la llei de Curie-Weiss no és capaç de descriure la susceptibilitat a punts propers al punt de Curie, ja que està basada en una teoria del camp mitjà. En aquests punts tenim comportament crític de la forma:
{\displaystyle \chi \sim {\frac {1}{(T-T_{c})^{\gamma }}}}
amb l'exponent crític  γ. A temperatures  T >> Tc, l'expressió de la llei de Curie-Weiss encara és vàlida, però amb  Tc substituït per una temperatura  Θ que és una mica més gran que la temperatura de Curie pròpiament dita. Alguns autors anomenen  Θ la constant de Weiss per distingir-la de la temperatura del punt de Curie.

## Derivació de la llei de Curie-Weiss
La llei de Curie-Weiss és una versió adaptada de la llei de Curie. La llei de Curie per a un material paramagnètic és
{\displaystyle \chi ={\frac {M}{H}}={\frac {M\mu _{0}}{B}}={\frac {C}{T}}}
En aquesta expressió χ és la susceptibilitat magnètica que descriu la influència d'un camp magnètic aplicat sobre un material; M és el moment magnètic per unitat de volum, H és el camp magnètic macroscòpic, B és el camp magnètic i C és la constant de Curie que depèn del material i vé donada per:
{\displaystyle C={\frac {\mu _{0}\mu _{B}^{2}}{3k_{B}}}Ng^{2}J(J+1)}
Noteu que µ0 és la constant magnètica i que en unitats de CGS té com a valor u.
Per a la llei de Curie-Weiss el camp magnètic total és B+λM on λ és la constant del camp molecular de Weiss i aleshores
{\displaystyle \chi ={\frac {M\mu _{0}}{B}}} → {\displaystyle {\frac {M\mu _{0}}{B+\lambda M}}={\frac {C}{T}}}
que es pot reordenar per obtenir
{\displaystyle \chi ={\frac {C\mu _{0}}{T\mu _{0}-C\lambda }}}
que és la llei de Curie-Weiss,
{\displaystyle \chi ={\frac {C}{T-T_{c}}}}
on la temperatura de Curie TC és 
{\displaystyle T_{C}={\frac {C\lambda }{\mu _{0}}}}